# برايان ميرفي (كاتب)
برايان ميرفي (بالإنجليزية: Brian Murphy)‏ هو كاتب أمريكي، ولد في 1959.